# Linzhou
Linzhou (林州市S, LínzhōuP) è una città-contea della Cina, situata nella provincia di Henan e amministrata dalla prefettura di Anyang.